# Beudiu, Bistrița-Năsăud
Beudiu(în maghiară Bőd) este un sat în comuna Nușeni din județul Bistrița-Năsăud, Transilvania, România.

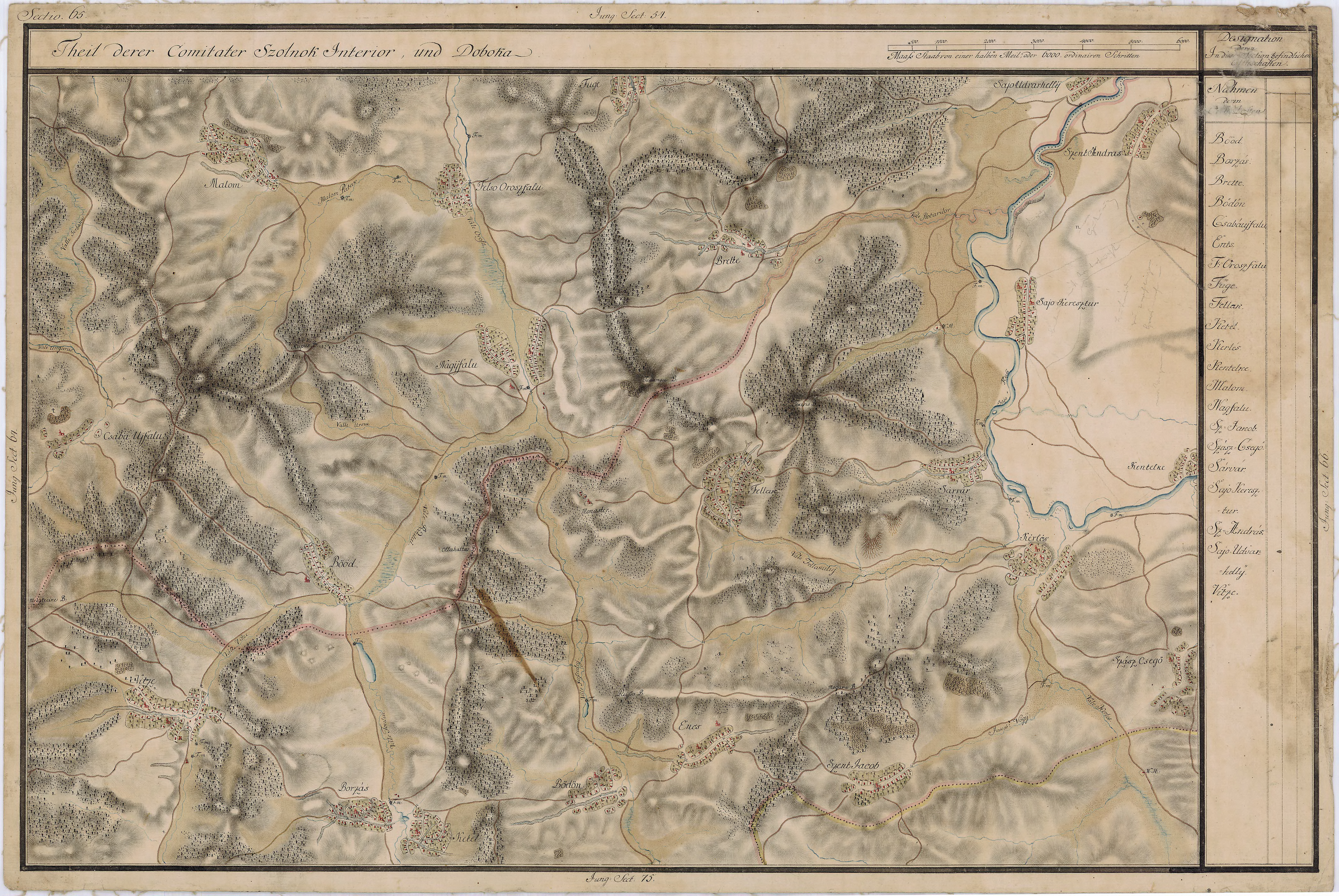
Beudiu în Harta Iosefină a Transilvaniei, 1769-73